# Ирмяшево
Ирмя́шево (тат. Ирмәш) — деревня в Актанышском районе Республики Татарстан, в составе Актанышбашского сельского поселения.

## География
Деревня находится в 2 км к северо-западу от районного центра — села Актаныш.

## История
В «Списке населенных мест по сведениям 1870 года», изданном в 1877 году, населённый пункт упомянут как деревня Ирмяшева 1-го стана Мензелинского уезда Уфимской губернии. Располагалась при речке Чишме, по левую сторону почтового тракта из Мензелинска в Бирск, в 62 верстах от уездного города Мензелинска и в 41 версте от становой квартиры в деревне Поисева. В деревне, в 35 дворах жили 192 человека (95 мужчин и 97 женщин, тептяри). Жители занимались земледелием, скотоводством.

## Население
| 1795 | 1834 | 1859 | 1870 | 1897 | 1908 | 1920 | 1926 | 1938 | 1949 | 1958 | 1970 | 1979 | 1989 | 2002 | 2010 | 2015 |
| ---- | ---- | ---- | ---- | ---- | ---- | ---- | ---- | ---- | ---- | ---- | ---- | ---- | ---- | ---- | ---- | ---- |
| 62   | 128  | 176  | 192  | 177  | 187  | 233  | 222  | 241  | 206  | 233  | 236  | 182  | 126  | 113  | 147  | 140  |

Национальный состав
По данным переписей населения, в деревне проживают татары.